# Gestió de Producte
La Gestió de producte és una funció organitzativa dins d'una empresa que tracta la planificació, previsió, i producció, o màrqueting d'un producte o productes al llarg de totes les etapes del cicle vital del producte. De la mateixa manera, la gestió del cicle de vida del producte (Product Lifecycle Management en anglès) integra persones, dades, processos i sistemes de gestió empresarials. Aquest, proporciona informació del producte a empreses i a les seves  cadenes de subministrament.
En la majoria d'empreses tecnològiques, gran part dels directors o gestors de producte posseeixen coneixement en les àrees següents: ciències de la computació, negoci, i experiència d'usuari.